# Andrena columbiana
Andrena columbiana är en biart som beskrevs av Henry Lorenz Viereck 1917. Andrena columbiana ingår i släktet sandbin, och familjen grävbin. Inga underarter finns listade i Catalogue of Life.